# Claye-Souilly
Claye-Souilly is een gemeente in het Franse departement Seine-et-Marne (regio Île-de-France) en telt 10.152 inwoners (1999). De plaats maakt deel uit van het arrondissement Torcy.

## Geografie
De oppervlakte van Claye-Souilly bedraagt 15,1 km², de bevolkingsdichtheid is 672,3 inwoners per km².
De onderstaande kaart toont de ligging van Claye-Souilly met de belangrijkste infrastructuur en aangrenzende gemeenten.

## Demografie
Onderstaande figuur toont het verloop van het inwonertal (bron: INSEE-tellingen).